# 广西少齿悬钧子
广西少齿悬钧子（学名：Rubus paucidentatus var. guangxiensis）为蔷薇科悬钩子属下的一个变种。

## 扩展阅读
- 維基物種上的相關：广西少齿悬钧子